# Reichskriegsgericht
Il Reichskriegsgericht (RKG) fu il più alto tribunale militare istituito in Germania tra il 1900 e il 1945.

## Descrizione
Dopo l'unificazione tedesca, l'Impero tedesco istituì una particolare giurisdizione della corte marziale (in tedesco Militärgerichtsbarkeit) per giudicare i soldati dell'esercito tramite il Reichsmilitärgericht (RMG) in qualità di corte suprema. Il giudice che presiedeva, con il grado di generale o ammiraglio, era nominato direttamente dall'imperatore.
Dal 1910 il tribunale ebbe sede in un prestigioso edificio di nuova costruzione a Charlottenburg. Durante la prima guerra mondiale la legge militare tedesca consentiva ai tribunali militari di processare non solo i soldati, ma anche i civili ritenuti responsabili delle violazioni della legge militare. Nel primo dopoguerra, con la legge del 17 agosto 1920, in virtù dell'articolo 106 della Costituzione di Weimar, fu abolita la giurisdizione separata per il personale militare della Wehrmacht.
Dopo l'ascesa del nazismo nel 1933 le corti marziali furono ripristinate dalla legge del 12 maggio, in vigore dal 1° gennaio 1934. Durante il riarmo tedesco e il dispiegamento delle forze armate della Wehrmacht, il Reichskriegsgericht tornò a fungere da corte suprema il 1° ottobre 1936. Secondo il Codice di procedura penale di guerra (in tedesco Kriegsstrafverfahrensordnung, KStVO), promulgato il 17 agosto 1938 da Adolf Hitler e dal feldmaresciallo Wilhelm Keitel, il Reichskriegsgericht aveva competenza giurisdizionale sugli atti di tradimento e di aiuto al nemico (in tedesco Kriegsverrat), se l'imputato non era direttamente perseguibile dal suo comandante in capo. Il tribunale si occupava in modo esclusivo anche di tutti i procedimenti legali contro gli ufficiali della Wehrmacht di grado più elevato.
Secondo il Codice penale speciale di guerra (in tedesco Kriegssonderstrafrechtsverordnung, KSSVO) in vigore, per tutti i casi più gravi di sedizione (in tedesco Wehrkraftzersetzung), il Reichskriegsgericht rappresentava la prima e ultima istanza di giudizio. L'ordinanza del 18 maggio 1940 trasferì i procedimenti contro i civili ai tribunali speciali del Sondergericht; dal 29 gennaio 1943 il Tribunale del Popolo (in tedesco Volksgerichtshof) ebbe giurisdizione esclusiva contro i civili per tutte le accuse di Wehrkraftzersetzung e di sottrazione intenzionale al servizio militare.
Il presidente del Reichskriegsgericht, così come Hitler nella sua veste di comandante in capo della Wehrmacht, poteva confermare o annullare la sentenza.